# Male gaze
De male gaze (Engels voor 'mannelijke blik') is de manier waarop de beeldende kunsten en literatuur de wereld – en de vrouwen daarin – zouden voorstellen en weergeven vanuit een mannelijk oogpunt.
De term werd in 1975 bedacht door Laura Mulvey, een Brits feministisch filmcriticus. Volgens Mulvey heeft de ongelijke macht van mannen en vrouwen een aanzienlijke impact op de films die de filmindustrie voortbrengt. Films worden gemaakt om mannelijke kijkers te plezieren en ook niet-mannen worden in dit patroon gedwongen, omdat kijkers nu eenmaal meekijken door de blik van een heteroseksuele man. Sinds Mulveys oorspronkelijke onderzoek is het concept van de male gaze ook veelvuldig toegepast op andere cultuurproducten.